# Coenotephria numidiata
Coenotephria numidiata là một loài bướm đêm trong họ Geometridae.